# بافت عصبی

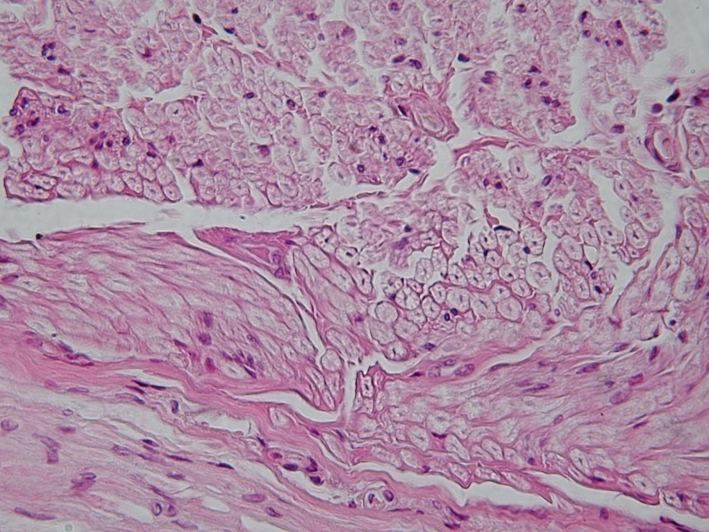
نمونه‌ای از بافت عصبی.

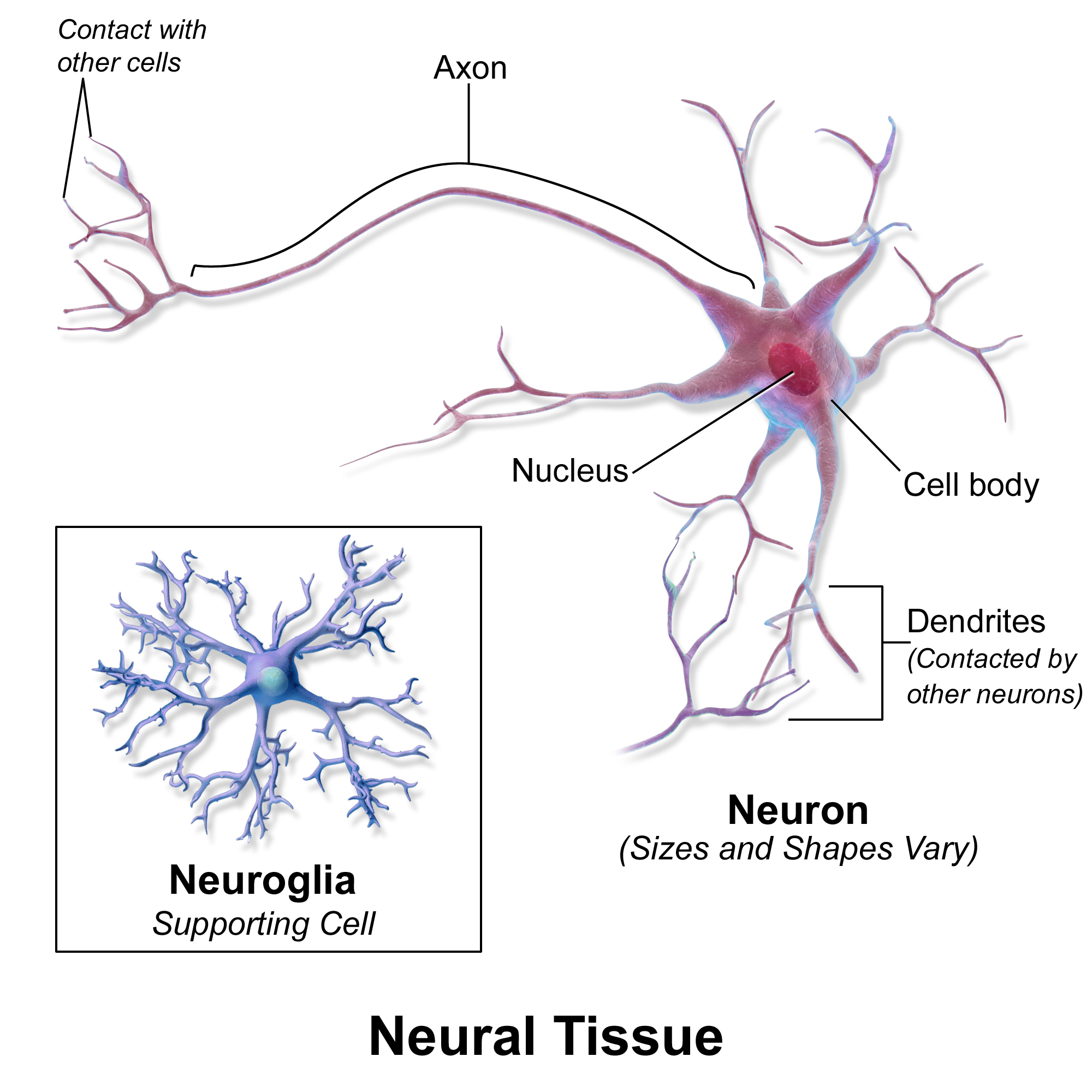
سلول‌های بافت عصبی.

بافت عصبی (به انگلیسی: Nervous tissue) یکی از اصلیترین بافت‌ها در میان مهره‌داران است. دستگاه عصبی شامل دو بخش دستگاه عصبی مرکزی (مغز، نخاع) و دستگاه عصبی محیطی (اعصاب بدن) می‌باشد. بافت عصبی از اکتودرم در دوران جنینی منشأ می‌گیرد. مهم‌ترین خواص بافت عصبی تحریک‌پذیری، هدایت و انتقال جریان عصبی می‌باشد. همه سلول‌های بافت عصبی دارای هسته می‌باشند.

## سیستم عصبی
سیستم عصبی به دو بخش اصلی قابل تقسیم است:
1. سیستم عصبی مرکزی (CNS) که شامل مغز و نخاع است. مغز در محفظه درونی جمجمه نگهداری می‌شود و از مخ، مخچه و ساقه مغز تشکیل می‌گردد.
2. سیستم عصبی محیطی (PNS) که شامل اعصاب محیطی و گانگلیون هاست. دستگاه عصبی پیرامونی به دو بخش سامانه عصبی خودگردان (پارا سمپاتیک) و سامانه عصبی سمپاتیک (ارادی) تقسیم می‌شود. دستگاه عصبی پیرامونی دربرگیرنده ۱۲ جفت عصب مغزی و ۳۱ جفت عصب نخاعی و گره‌های عصبی (گانگلیون) متعدد است.

## یاخته‌های عصبی
اعصاب از سلول‌های ویژه‌ای به نام نورون تشکیل شده‌اند. نورون واحد ساختمانی و عملکردی دستگاه عصبی است. بافت عصبی همچنین دارای یاخته‌های پشتیبان به نام گلیال یا نوروگلیا است.

ساختار نورون

### نورون‌ها
اصلی‌ترین یاخته‌های عصبی هستند. این یاخته‌ها وظیفه ترارسانی داده‌های عصبی را بردوش دارند. آنها این کار را از راه هدایت تکانه‌های الکتریکی انجام می‌دهند. نورون‌ها از راه زائده‌هایی بنام دندریت داده‌ها را دریافت کرده و از راه زائده‌های دیگری بنام آکسون داده‌ها را به یاخته پسین ترارسانی می‌کنند. جسم یاخته‌ای (soma) نورون‌ها، پریکاریون نام دارد. این یاخته‌ها تقسیم نمی‌شوند.
دندریت‌ها نازک و شاخه‌دار هستند. دندریت‌ها پیام‌های الکتروشیمیایی (با میانجی‌گری میانجی‌ها و ناقل‌های عصبی-neurotransmitter) را دریافت می‌کنند و درنتیجه ولتاژ یاخته تغییر می‌کند. آکسون‌ها، افکنش‌های (زوائد) درازی هستند که پیام الکتروشیمیایی را به سوی یاختهٔ بعد می‌برند. پایان آکسون شبیه لامپ یا حبابی است که پایانه‌ی آکسون خوانده می‌شود و از دندریت نورون بعدی توسط فاصلهٔ کمی به نام شکاف سیناپسی سوا شده‌است. هنگامی که پتانسیل عمل به شکاف عصبی می‌رسد، ناقل‌های عصبی در طول سیناپس رها شده و به گیرنده‌های پساسیناپسی می‌چسبند. درنتیجه پیام عصبی به مسیرش ادامه می‌دهد. نورون‌ها می‌توانند هم از لحاظ عملکردی و هم از لحاظ ساختاری طبقه‌بندی شوند.

#### طبقه‌بندی عملکردی:[۴]
- نورون حسی (sensory): اطلاعات حسی را به صورت پتانسیل عمل از اعصاب محیطی به اعصاب مرکزی می‌فرستد.
- نورون حرکتی (motor): پتانسیل عمل را به غده‌ها و عضلات می‌برد.
- نورون واسط (interneuron): یاخته‌هایی که بین بقیه ارتباط برقرار می‌کنند و پردازششان محدود به یک ناحیه در مغز یا نخاع است.

#### طبقه‌بندی ساختاری:[۴]
- نورون‌های چندقطبی: سه یا چند زائده از جسم آن‌ها خارج می‌شود. نورون‌های عمده در دستگاه عصبی مرکزی هستند که شامل نورون‌های حرکتی و واسط می‌شوند.
- نورون‌های دوقطبی: نورون‌های حسی که دو زائده از جسم‌شان خارج می‌شود؛ یک آکسون و یک دندریت.
- نورون‌های تک‌قطبی مسواکی: در لایهٔ دانه‌دار مخچه یافت می‌شوند. نورون‌های واسط تحریکی گلوتاماترژیک هستند که دندریت کوتاه‌شان به شاخه‌های زیادی، مانند یک مسواک، شاخه‌شاخه می‌شود.
- نورون‌های تک‌قطبی کاذب: نورون‌های حسی که یک زائده اصلی دارند و این زائده به دو شاخه اصلی تقسیم می‌شود؛ یک نورون و یک آکسون.

### نوروگلیاها
یا یاخته‌های گلیال، یاخته‌های پشتیبان دستگاه عصبی هستند که وظیفه حمایت از یاخته‌های عصبی را بر عهده دارند. یاخته‌های گلیال سیستم عصبی مرکزی را به هم پیوند داده و به طریق فیزیکی و شیمیایی از آن محافظت می‌کنند. علاوه بر این مواد شیمیایی و غذایی مورد نیاز یاخته‌های عصبی را فراهم می‌آورند.
نورگلیاها دارای سه ویژگی زیر هستند:
1. بیشتر آن‌ها هسته ندارند.
2. همهٔ آن‌ها سلول غیرعصبی‌اند.
3. تعداد آنها در یک بافت عصبی ۵ تا ۱۰ برابر نورون‌ها است.

اگرچه یاخته‌های گلیال کوچکتر از یاخته‌های عصبی هستند ولی از نظر تعداد ۱۰ تا ۵۰ برابر یاخته‌های عصبی هستند به طوری که نیمی از حجم مغز و نخاع را شامل می‌شوند. این یاخته‌ها به چهار دستهٔ کلی تقسیم می‌شوند:
- آستروسیتها: یاخته‌های ماکروگلیای ستاره‌ای‌شکل با زوائد بسیار که در دستگاه عصبی مرکزی یافت می‌شوند. آن‌ها فراوان‌ترین یاخته‌های مغز و دارای نقش اساسی در سلامتی هستند.[۶]
- الیگودندروسیتها: یاخته‌هایی با زوائد بسیار کم. غلاف میلین را در دستگاه عصبی مرکزی می‌سازند که سرعت انتقال پتانسیل عمل را می‌افزاید.[۴] سلول‌های شوان و اولیگودندروسیت‌ها وظیفه ساخت میلین را در بافت عصبی انسان بر عهده دارند.
- اپندیم
- گلیای NG2: یاخته‌های CNS که با آستروسیت‌ها، الیگودندروسیت‌ها، میکروگلیا متفاوت است و به عنوان پیشگام تکوینی الیگودندروسیت عمل می‌کند.[۵]
- میکروگلیا: درشت‌خوارهایی (ماکروفاژ) هستند که دستگاه دفاعی اولیه در CNS (دستگاه عصبی مرکزی) را می‌سازند.[۷] آن‌ها کوچک‌ترین نوروگلیاها هستند.
- یاخته شوان: معادل الیگودندروسیت در PNS (دستگاه عصبی محیطی). آن‌ها به نگهداری از آکسون‌ها کمک می‌کنند و غشای میلین را در PNS تشکیل می‌دهند.[۴]
- یاخته ماهواره‌ای (satellite cell): در گانگلیون‌ها حضور دارند.[۸]
- یاخته روده‌ای: در شبکه عصبی روده‌ای درون لوله گوارشی قرار دارد.[۹]

## بافت عصبی
در دستگاه عصبی مرکزی:
- ماده خاکستری که از اجسام سلولی، دندریت‌ها، آکسون‌های بی‌میلین، آستروسیت پروتوپلاسمیک (نوعی آستروسیت)، الیگودندروسیت ماهواره‌ای (نوعی الیگودندروسیت نامیلین‌گر، میلین نمی‌سازد)، میکروگلیا و به اندازه بسیار کمی آکسون بامیلین ساخته شده‌است.
- ماده سفید که از آکسون بامیلین، آستروسیت لیفی (فیبری)، الیگودندروسیت میلین‌گر (میلین می‌سازد) و میکروگلیا ساخته شده‌است.

در دستگاه عصبی محیطی:
- گانگلیون‌ها: از اجسام سلولی، دندریت‌ها و گلیال ماهواره‌ای ساخته شده‌است.
- اعصاب: از آکسون‌های میلین‌دار و بی‌میلین و یاخته‌های شوان که مجموعاً درون بافت همبند قرار دارند تشکیل شده‌است.

سه لایه بافت همبند که اعصاب را فرامی‌گیرند عبارتند از:
- اندونوریوم: هر آکسون یا رشته عصبی توسط اندونریوم فراگرفته شده‌است که لوله، غلاف یا کانال اندونوریال هم نامیده می‌شود. لایه ظریف، نازک و محافظت‌کننده‌ای از بافت همبند است.
- پری‌نوریوم: هر دسته‌ای (فاسیکل) از اعصاب که یک یا بیشتر آکسون دارد، توسط پری‌نوریوم پوشیده شده‌است که نوعی بافت همبند با آرایش تیغه‌ای در هفت یا هشت لایهٔ متمرکز است. نقش بسیار مهمی در پشتیبانی و حمایت از رشته‌های عصبی دارد و در جلوگیری از نفوذ مولکول‌های بزرگ از اپی‌نوریویم به فاسیکل کمک می‌کند.
- اپی‌نوریوم: بیرونی‌ترین لایه‌ای است که اعصاب محیطی را می‌پوشاند و از جنس بافت همبند متراکم است.

## عملکرد

آکسون میلین‌دار (سمت راست) از آکسون بی‌میلین، سریع‌تر پیام‌ها را می‌فرستد.

نقش بافت عصبی، تشکیل شبکه ارتباطی دستگاه عصبی به وسیله رساندن و هدایت سیگنال‌های عصبی در سراسر بافت است. در CNS، ماده خاکستری که شامل سیناپس‌ها است، برای پردازش اطلاعات مهم است. ماده سفید، حاوی آکسون میلین‌دار، تکانه‌ها و پیام‌های عصبی بین ماده‌های خاکستری را مرتبط و تسهیل می‌کند. در PNS، گانگلیون که حاوی اجسام سلولی و دندریت است، نقاط رله و بازپخش را برای پیام‌های عصبی جای می‌دهد. بافت اعصاب با دسته‌های آکسون میلین‌دار، پتانسیل عمل را حمل می‌کند.

## اهمیت بالینی

### تومورها
نئوپلاسم‌ها (تومورها) در بافت عصبی عبارتند از:
- گلیوما (تومور یاخته گلیال):
- نورواپی‌تلیوماتوز:
- تومور غلاف عصبی: